# Axel Bagge
Axel Bagge, född 22 februari 1894 i Rimbo socken, död 12 februari 1953, var en svensk arkeolog.
Bagge blev 1930 filosofie licentiat och 1946 1:e antikvarie vid Statens historiska museum. Han arbetade nästan uteslutande med stenåldern, som han belyste i ett flertal uppsatser och avhandlingar. Bagge ledde även ett flertal stora utgrävningar, varibland särskilt märks den i Siretorp, behandlad i uppsatsen Stenåldersboplatserna vid Siretorp i Bleking (1939, tillsammans med Knut Kjellmark).